# Koňský rybník (Stvolínky)
Koňský rybník je jedním z desítek rybníků tvořících soustavu známou jako Holanské rybníky v jižní části okresu Česká Lípa, na katastru nedaleké obce Stvolínky.

## Umístění a parametry
Celá středověká soustava původně 23 Holanských rybníků je napájena hlavně od západu tekoucím Bobřím potokem, který poté končí v Novozámeckém rybníce. V soustavě Holanských rybníků je Koňský rybník na severozápadní straně, na katastru obce Stvolínky, u silnice I/15 z Úštěku do Zahrádek.
Rybník má plochu 9 ha, je průtočný a využitý pro rybolov. Má dvě zátoky, břehy jsou zarostlé lesem, u jižního břehu je skála Smrtka..Blízko byly další rybníky – Nebeský a vypuštěný Miřejovský. Koňský rybník je napájen několika potoky ze severu a potokem Dolina od východu, s rybniční soustavou a Bobřím potokem na jihu je spojen vytékajícími potoky Dolina a Kolenským potokem

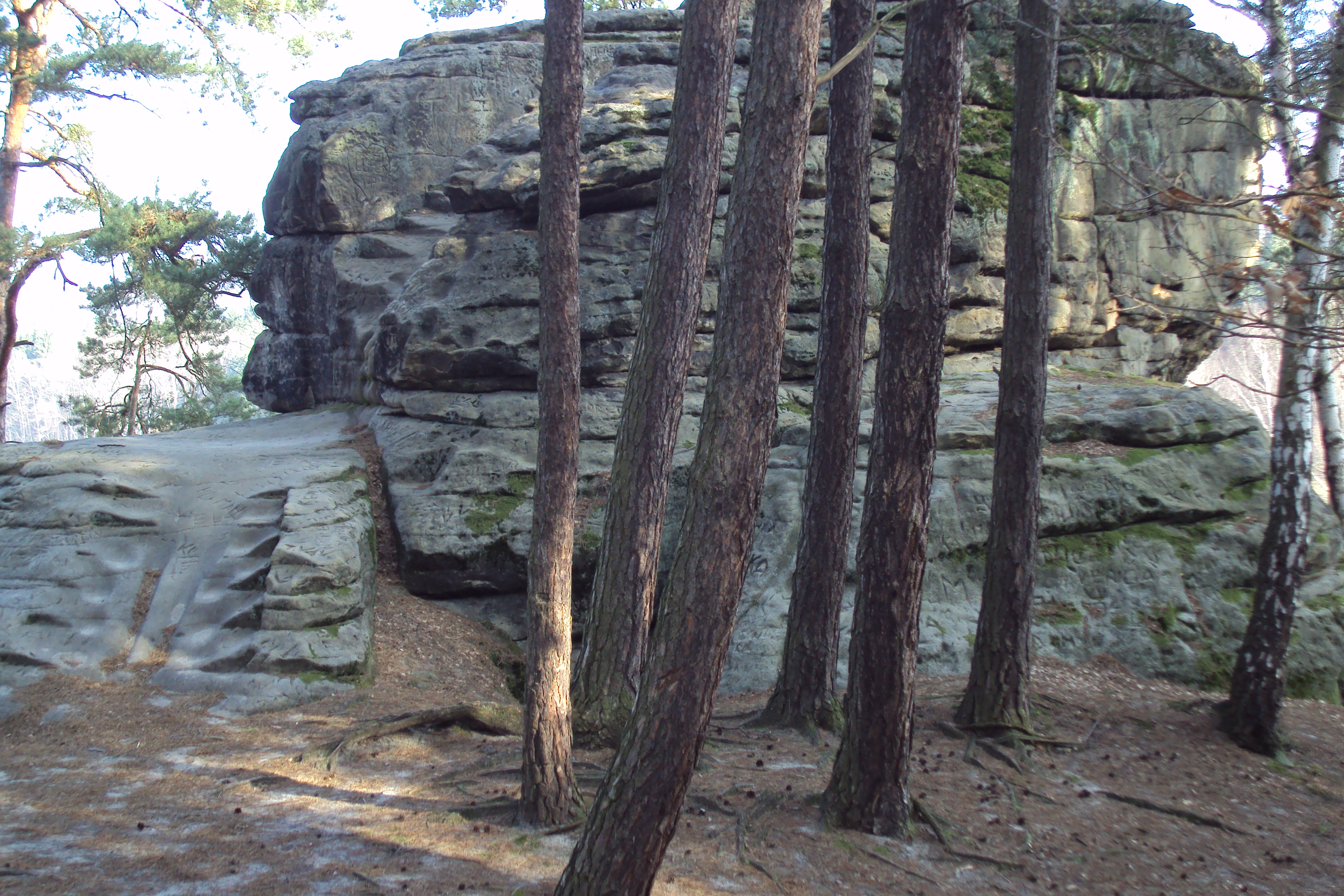
Skála Smrtka u Koňského rybníka

## Smrtka
Výrazná skála z pískovce s vytesanými a vymletými schody získala jméno podle zdejšího lidového zvyku shazování figuríny Smrti do rybníka na počátku jara.

## Cestovní ruch
Obec Stvolínky je necelé 2 km západním směrem. Rybník je přístupný jak po silnici, tak po červeně značené turistické cestě vedoucí kolem řady Holanských rybníků, mezi městysem Holany a obcí Stvolínky. Z této trasy k skále Smrtka nad rybníkem vede vyznačená odbočka. Za rybníkem se na červenou značku napojuje cesta značené žlutě, vedoucí přes vrchol Kozel do České Lípy.
Železniční stanice ve Stvolínkách je 2 km jižně, je na trati 087 z České Lípy do Lovosic Zhruba 1,5 km severně na přítoku k rybníku je přírodní památka Kaňon potoka Kolné, k níž odtud vede pouze neznačená lesní cesta.

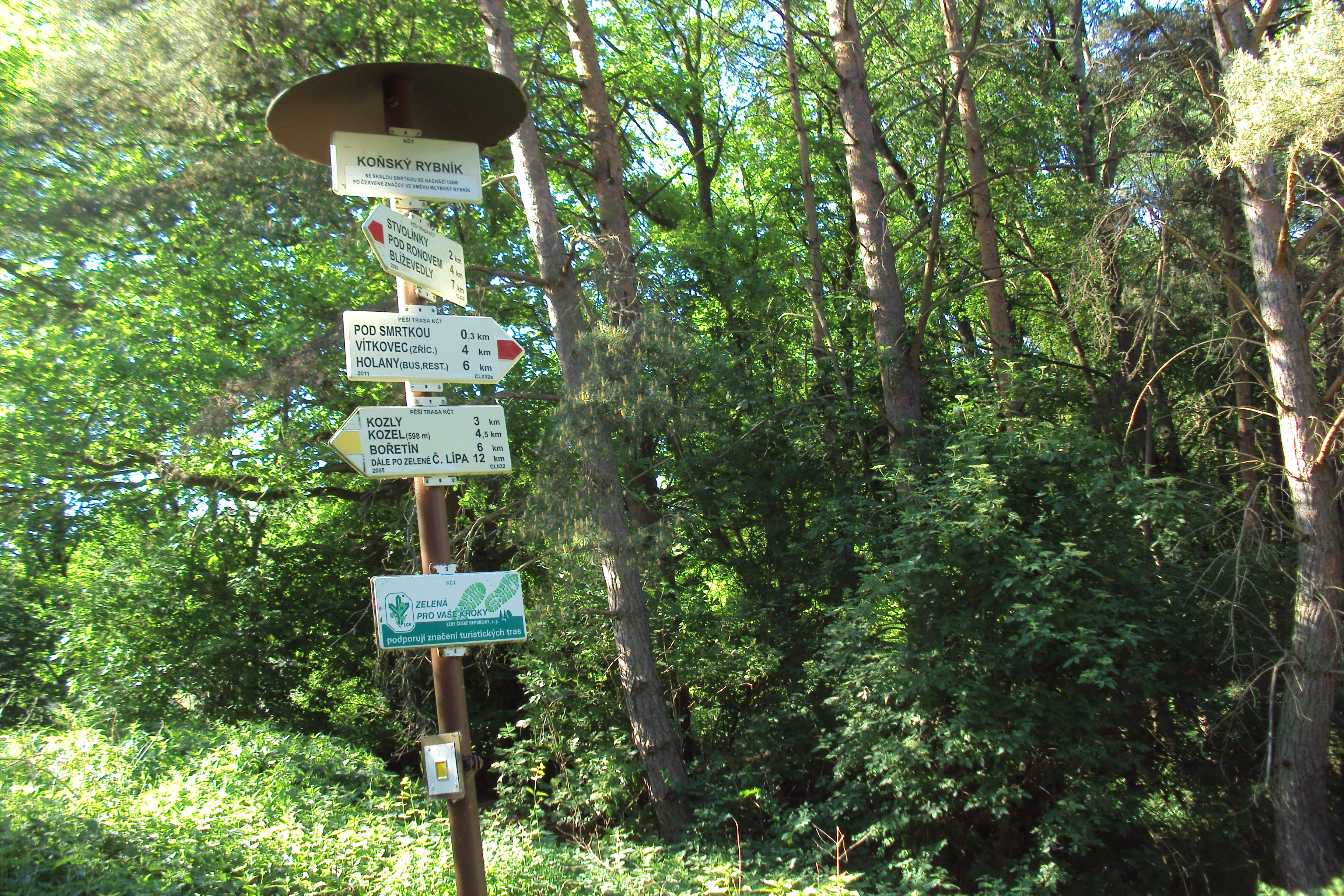
Rozcestník značených cest za rybníkem